# Jordan 191
A Jordan 191 egy Formula–1-es versenyautó, amelyet a Jordan tervezett és versenyeztetett az 1991-es Formula-1 világbajnokság során. Ez volt a csapat által épített első autó, amely már debütáló idényében szép eredményeket ért el, köztük egy leggyorsabb kört. Az autókat több pilóta is vezette: az egyik autót végig Andrea de Cesaris, a másikat eleinte Bertrand Gachot, majd az idény közepétől egy verseny erejéig Michael Schumacher (ő itt mutatkozott be a sportágban), aztán Roberto Moreno és Alex Zanardi.

## Áttekintés
Az ír származású Eddie Jordan már versenyzőként is szép eredményeket ért el a Formula–3-ban, és az álma az volt, hogy létrehozza saját csapatát. Az Eddie Jordan Racing eleinte a Formula Fordban indult, majd szép lassan haladt előre. 1988-ban már a Formula–3000-ben versenyeztek a Johnny Herbert - Martin Donnelly párossal, a következő idényt pedig Jean Alesi révén meg is nyerték.
Ezt követően döntött úgy, hogy beszállnak a Formula–1-be, és felkérte Gary Andersont, hogy tervezze meg az első autójukat. Anderson korábban a Reynardnak építette a Formula–3000-es kasztnijait, és ő készítette az autót, amely a 191-es típusjelzést kapta. Eredetileg 911-es modell lett volna, de a Porsche panaszlevélben közölte, hogy az ő ugyanilyen típusú autóik miatt nem szeretnék, ha ez maradna a név. A tervezői csapat tagja volt még Andrew Green, aki a felfüggesztést alkotta meg, és Mark Smith, aki pedig a sebességváltót. A formás, emelt orrú, leeresztett diffúzorú kasztniba eredetileg Judd-motor került volna, de a megállapodás nem jött létre, ezért Jordan a kapcsolatait felhasználva szerzett egy Ford-motort. A Formula–3000-ben a Camel szponzorálta őket, de ők itt nem akarták ezt, ezért egy újat kellett találniuk. A 7UP üdítő személyében találták ezt meg, akiknek a zöld színei jól passzoltak a másik jelentős szponzor, a Fujifilm színeihez.
Először 1990 novemberében tesztelte az autót Silverstone-ban John Watson, majd a kedvező eredményeket látva nem sokkal később a Paul Ricard versenypályán is. Összesen hét kasztni épült, ebből az egyik megsemmisült a brit nagydíjon egy balesetben.

## A szezon
Mivel a Jordan új csapat volt, ezért a szezon elején úgynevezett prekvalifikáción kellett részt venniük, azaz a BMS Scuderia Italia (Dallara), a Lambo, a Coloni és a Fondmetal autói közül csak a leggyorsabb négy juthatott be egyáltalán az időmérő edzésre. Ez többnyire nem okozott gondot, egyszer fordult csak elő, a szezonnyitón, hogy de Cesarisnak nem sikerült, motorproblémák miatt. Gachot-nak viszont sikerült és ő a versenyen is ott volt, és bár kiesett, a tizedik helyen rangsorolták végül. A brazil nagydíjon hasonló volt a helyzet: ezúttal mindketten kvalifikáltak, de mindketten ki is estek, Gachot eredményét viszont figyelembe vették és tizenharmadikként intették le. Kanadában de Cesaris negyedik lett, ami a csapat első pontszerzése és legjobb eredménye volt az idényben, ráadásul ez rögtön kettős pontszerzés volt, mert Gachot ötödik lett. Mexikóban de Cesaris megismételte ezt az eredményt, majd a francia nagydíjon is pontot szerzett, ezután pedig Gachot lett a brit nagydíjon ötödik, a német nagydíjon pedig ismét kettős pontszerzés következett. Ennek köszönhetően az idény második felétől kezdve már nem voltak prekvalifikációra kötelezve.
A magyar nagydíjat követően véget ért Gachot számára a szezon, miután Londonban gázspray-vel lefújt egy taxisofőrt és ezért két hónap börtönre ítélték. A helyére a belga nagydíjon Michael Schumacher ült be, aki azonnal lenyűgözött mindenkit, miután a hetedik helyre kvalifikált, de egy kuplungmeghibásodás miatt hamar véget ért a versenye. De Cesaris, aki egészen a második helyig jutott, végül szintén kiesett. Schumachert végül a futam után elvitte magával a Benetton, amiből jogvita lett - az éppen onnan kirakott Morenót igazolták le. Az ő eredményei nem voltak fényesek, ezért az utolsó három futamra tőle is megváltak és az újonc Zanardi érkezett.
Az első idényüket rögtön konstruktőri ötödikként zárták, ami nagyon szép teljesítmény volt.

## Utóélete
Az autót széles körben az egyik legszebb Formula–1-es autónak tartják. 1991-ben elnyerte az Autosport magazin "Az év versenyautója" díját. Szerepelt a modellje az F1 2020 című játék "Deluxe Schumacher Edition" nevű változatában.
1991 végén a következő évtől használt Yamaha-motorral tesztelték a 191Y alváltozatot.
2021 júliusában Mick Schumacher vezethette az autót Silverstone-ban pár tesztkör erejéig. Ezt az autót 2023 februárjában egy árverésen értékesítették.

## Eredmények
| Év   | Csapat          | Motor     | Gumik | Pilóták            | 1   | 2   | 3   | 4   | 5   | 6   | 7   | 8   | 9   | 10  | 11  | 12  | 13  | 14  | 15  | 16  | Pontok | Helyezés |
| ---- | --------------- | --------- | ----- | ------------------ | --- | --- | --- | --- | --- | --- | --- | --- | --- | --- | --- | --- | --- | --- | --- | --- | ------ | -------- |
| 1991 | Team 7UP Jordan | Ford HBA4 | G     |                    | USA | BRA | SMR | MON | CAN | MEX | FRA | GBR | GER | HUN | BEL | ITA | POR | ESP | JPN | AUS | 13     | 5.       |
| 1991 | Team 7UP Jordan | Ford HBA4 | G     | Bertrand Gachot    | 10  | 13  | KI  | 8   | 5   | KI  | KI  | 6   | 6   | 9   |     |     |     |     |     |     | 13     | 5.       |
| 1991 | Team 7UP Jordan | Ford HBA4 | G     | Michael Schumacher |     |     |     |     |     |     |     |     |     |     | KI  |     |     |     |     |     | 13     | 5.       |
| 1991 | Team 7UP Jordan | Ford HBA4 | G     | Roberto Moreno     |     |     |     |     |     |     |     |     |     |     |     | KI  | 10  |     |     |     | 13     | 5.       |
| 1991 | Team 7UP Jordan | Ford HBA4 | G     | Alessandro Zanardi |     |     |     |     |     |     |     |     |     |     |     |     |     | 9   | KI  | 9   | 13     | 5.       |
| 1991 | Team 7UP Jordan | Ford HBA4 | G     | Andrea de Cesaris  | NPK | KI  | KI  | KI  | 4   | 4   | 6   | KI  | 5   | 7   | 13  | 7   | 8   | KI  | KI  | 8   | 13     | 5.       |

## Forráshivatkozások
1. ↑  Interview > Gary Anderson - Eddie Jordan's other half > F1 Features - Grandprix.com. web.archive.org, 2016. március 3. [2016. március 3-i dátummal az eredetiből archiválva]. (Hozzáférés: 2025. január 23.)
2. ↑  A Jordan-sztori… (magyar nyelven). Napi F1 sztori, 2020. február 8. (Hozzáférés: 2025. január 23.)
3. ↑  https://www.telegraph.co.uk/formula-1/0/20-best-looking-f1-cars-time/jordan-191-1991/
4. ↑  „F1® 2020 DELUXE SCHUMACHER EDITION OUT NOW - Codemasters”, Codemasters, 2020. július 7.. [2022. december 6-i dátummal az eredetiből archiválva] (Hozzáférés: 2025. január 23.) (amerikai angol nyelvű)
5. ↑  Péter, Vámosi: Schumacher vezethette az apja Jordan 191-esét - galériával! (magyar nyelven). Racingline.hu, 2021. július 21. (Hozzáférés: 2025. január 23.)
6. ↑  Eladó minden idők egyik legszebb F1-es gépe, amivel Schumacher először villant (magyar nyelven). M4 Sport, 2023. január 18. (Hozzáférés: 2025. január 23.)